# Trichoniscoides saeroeensis
Trichoniscoides saeroeensis là một loài chân đều trong họ Trichoniscidae. Loài này được Lohmander miêu tả khoa học năm 1924.